# Idaea sardoniata
Idaea sardoniata är en fjärilsart som beskrevs av Homberg 1912. Idaea sardoniata ingår i släktet Idaea och familjen mätare. Inga underarter finns listade i Catalogue of Life.